# Хийумаа
Хи́йумаа (эст. Hiiumaa, с эст. буквально Земля великанов) — второй по величине остров Эстонии общей площадью 989 км². Остров в разные периоды своей истории был также известен как Да́го (Dago), Да́гден (Dagden) (в переводе с немецкого «дневной» остров), Дагё (Dagö), Хи́омаа (Hiomaa) и Хи́ума (Hiuma).
Остров входит в состав волости Хийумаа и уезда Хийумаа.

## География и описание

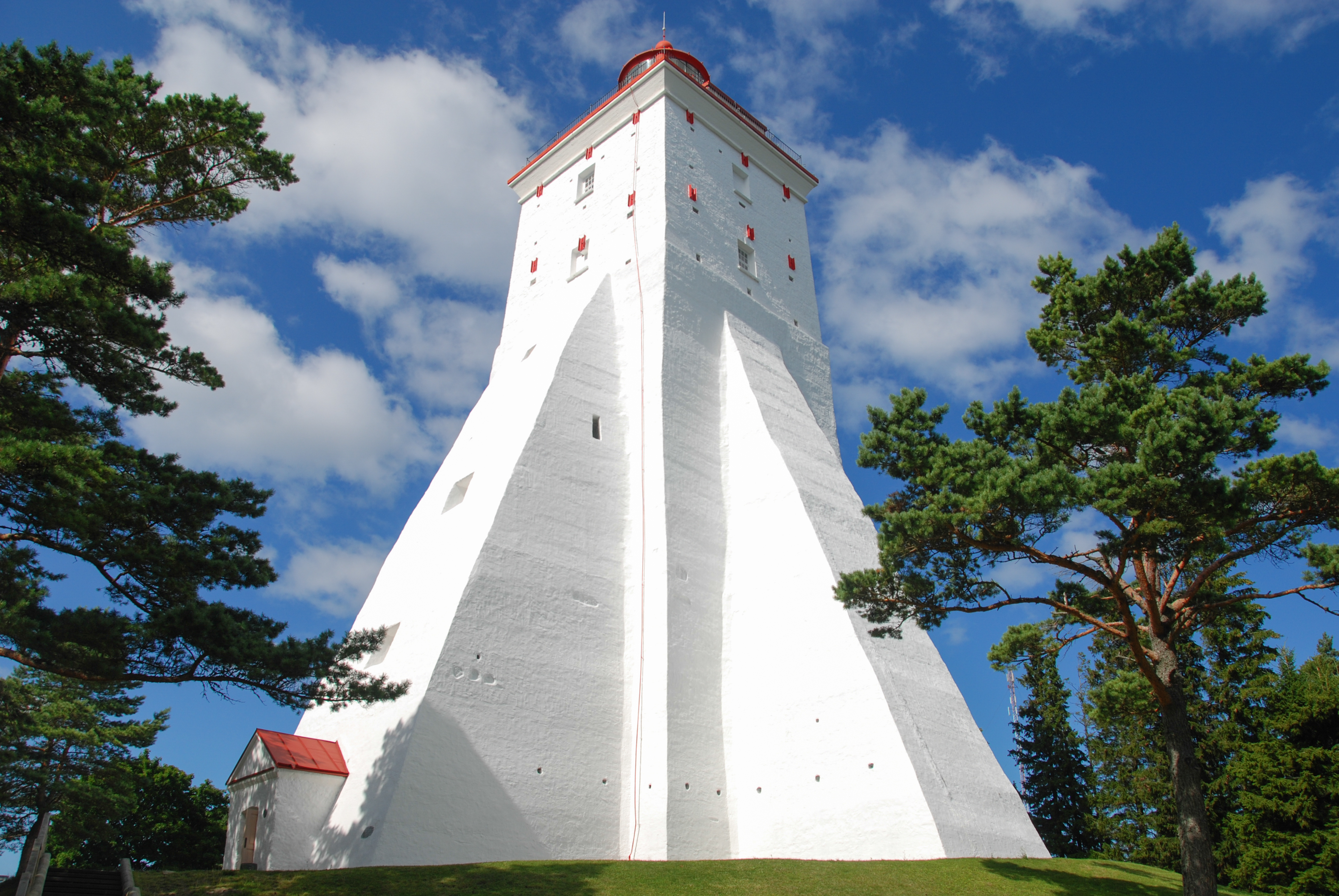
Маяк Кыпу

Является частью Моонзундского архипелага Балтийского моря. Максимальная отметка — 54 метра выше уровня моря.
Остров неплодороден, сложен главным образом известняками и морскими отложениями антропогена. Почвы щебнистые и песчаные. По своему классу (VII–IX) почвы Хийумаа являются наименее ценными в Эстонии.
На острове растут сосновые леса, на побережье — заросли тростника.
На северном побережье расположен единственный город острова — Кярдла.

## Население
Население острова — 8227 чел. (01.01.2022).
Жителей острова называют хи́йумаасцами (эст. hiidlased, м.р. — хи́йумаасец, ж.р. — хи́йумааска).

## История
Первое письменное упоминание о Хийумаа относится к 1228 году. В документе, которым епископство Сааре было передано в аренду епископу Готфриду, Хийумаа упоминается как часть этого феодального владения в качестве пустого острова: "некий необитаемый остров под названием Дагейда"(лат. Quadam insula Deserta, quae dicitur Dageida).
В XIV веке в северной части Хийумаа появилось шведское поселение. В 1628 году в деревне Хюти был основан первый в Эстонии стекольный завод.
Остров Дагё (Хийумаа) в течение 1563—1721 годов принадлежал Швеции и в течение долгого времени являлся важным центром шведской культуры в Эстонии. К концу XVIII века население составляло около 2000 человек.
В 1710 году остров отошёл к России, победившей в войне против Швеции. Шведские дворяне из знаменитых родов Делагарди и Стенбок, которым русские власти не только сохранили, но и расширили привилегии, продолжали править островом Дагё, увеличив налоги и подати, взимаемые с зависимых от них крестьян. Шведское крестьянство обратилось с жалобой к российской императрице Екатерине II. Ответ императрицы заключался в том, что шведам предстояло переселение на новые земли в нижнем течении Днепра, отвоёванные в войне с Турцией. Каждой семье императрица пообещала 60 десятин земли, а также многочисленные налоговые льготы. Пеший переход начался в 1781 году, но до пункта назначения добралось менее половины. Те, кому удалось выжить в пешем переходе через Москву, основали село Старошведское (швед. Gammalsvenskby). В 1929 году большинство жителей Старошведского (Змеевки) было эвакуировано на шведский остров Готланд, однако некоторые из них вскоре предпочли вернуться на свою родину.
Остававшиеся на Хийумаа шведы жили прежде всего в районе города Кярдла (швед. Kärrdal).
С островом Хийумаа связаны мрачные легенды о пиратствующем графе Унгру (эст. Ungru krahv), который хитростью заманивал капитанов торговых судов на скалы, чтобы присваивать перевозимые грузы.
Административно до 1920 года остров входил в состав Гапсальского уезда Эстляндской губернии.

## Экономика
Основные отрасли — рыболовство и рыбопереработка, земледелие, лесоводство, береговое право, скотоводство, туризм.

## Достопримечательности

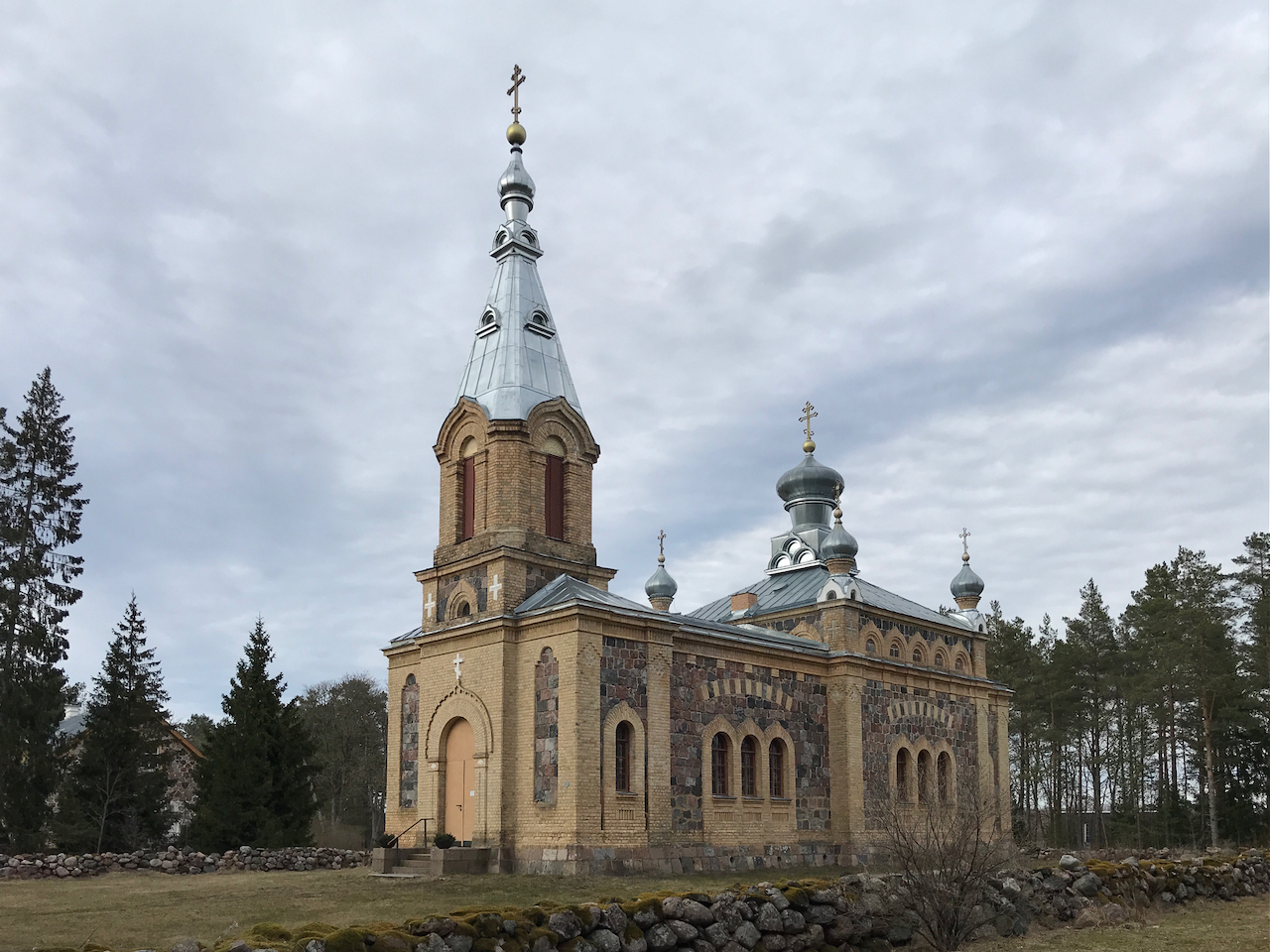
Церковь Богоматери в деревне Куристе

- Маяк Кыпу — один из старейших маяков в мире[13]
- Маяки Ристна и Тахкуна[14]
- Пески Кайбальди — крупнейшая в Эстонии территория, покрытая песками[15]
- Гогенгольм (Кыргессааре)[16], Гроссенгоф (Хийу-Сууремыйза)[17] и другие рыцарские мызы
- Лютеранские церкви в Кярдла, Пюхалепа, Рейги, Эммасте и др.
- Православная церковь Богоматери в деревне Куристе, памятник архитектуры[18]
- Православная церковь Рождества Христова в деревне Пуски[14]
- Музей Хийумаа в Кярдла[14]
- Дом-музей Рудольфа Тобиаса[14]
- Дом-музей Михкли[14]
- Дом-музей Соэра[14]
- Хийумааский военный музей[14]
- Братская могила советских воинов, павших во Второй мировой войне,  исторический памятник с 1995 до 2023 года[19]
- Памятник хийумаасцам, павшим во Второй мировой войне[14]
- Остатки батареи береговой обороны в Тохври и 130-миллиметровой береговой батареи Тахкуна[14]
- Часовни в Нурсте, Кассари и многое другое

## Галерея

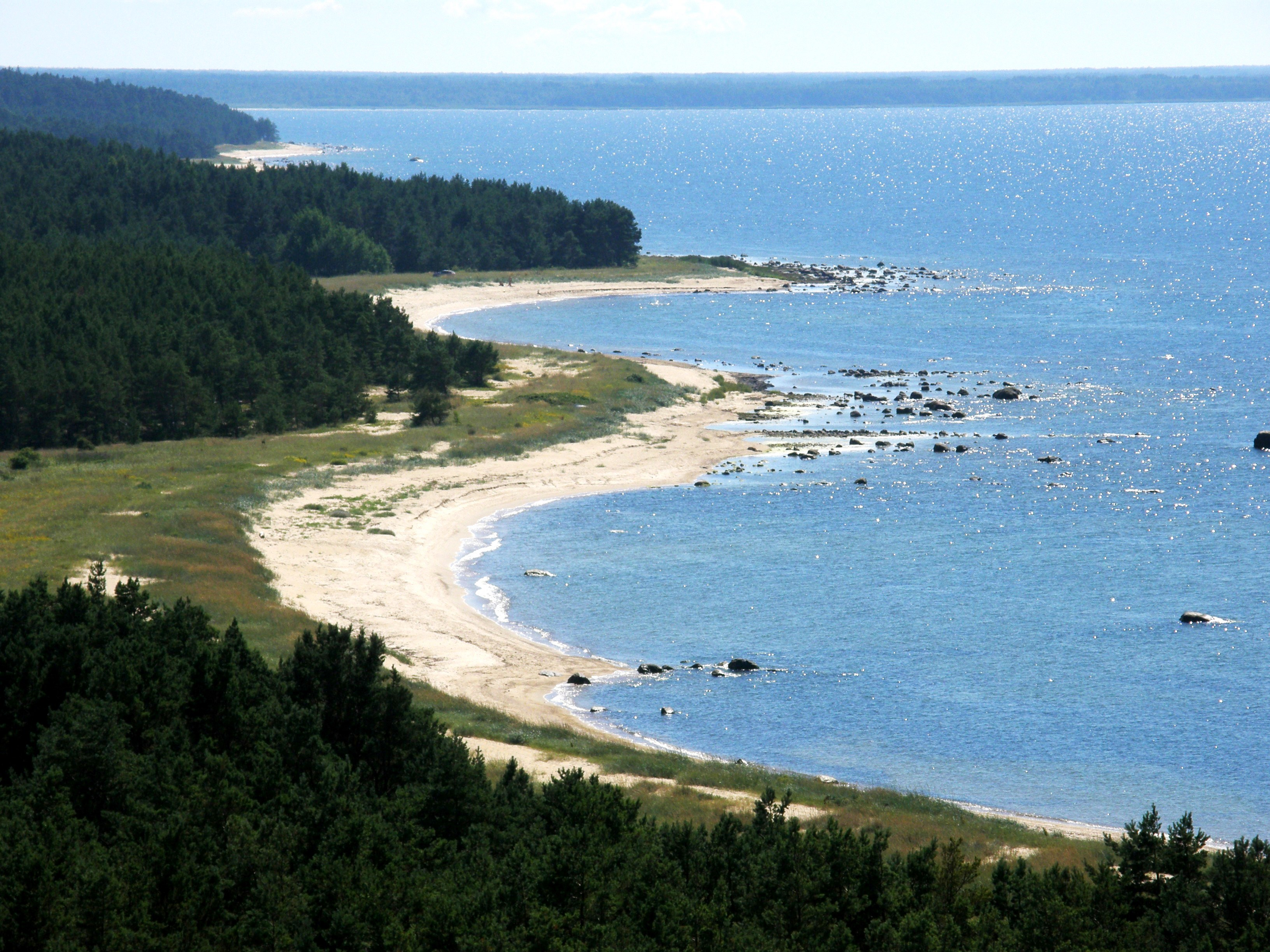
Мыс Тахкуна
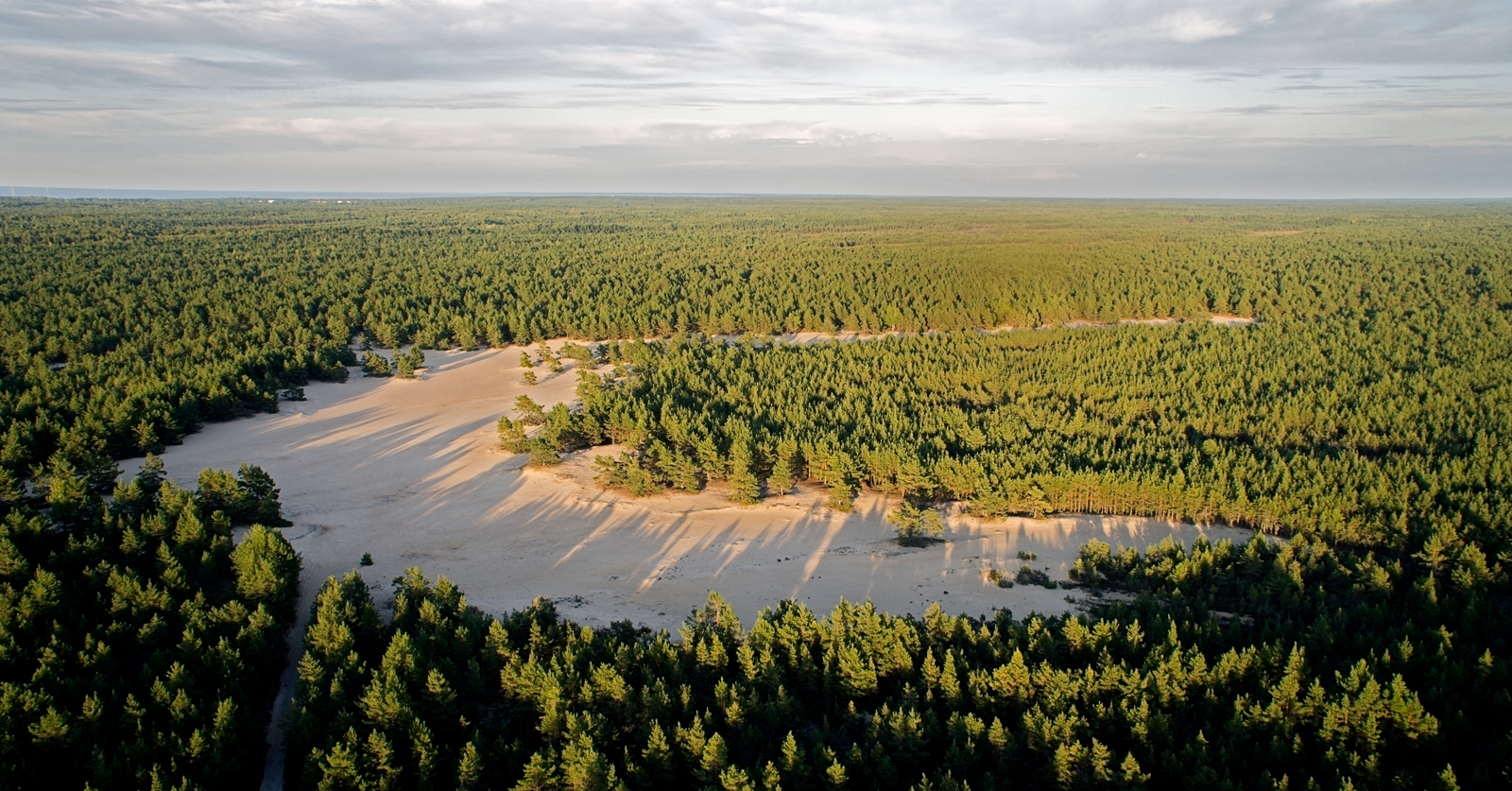
Пески Кайбальди
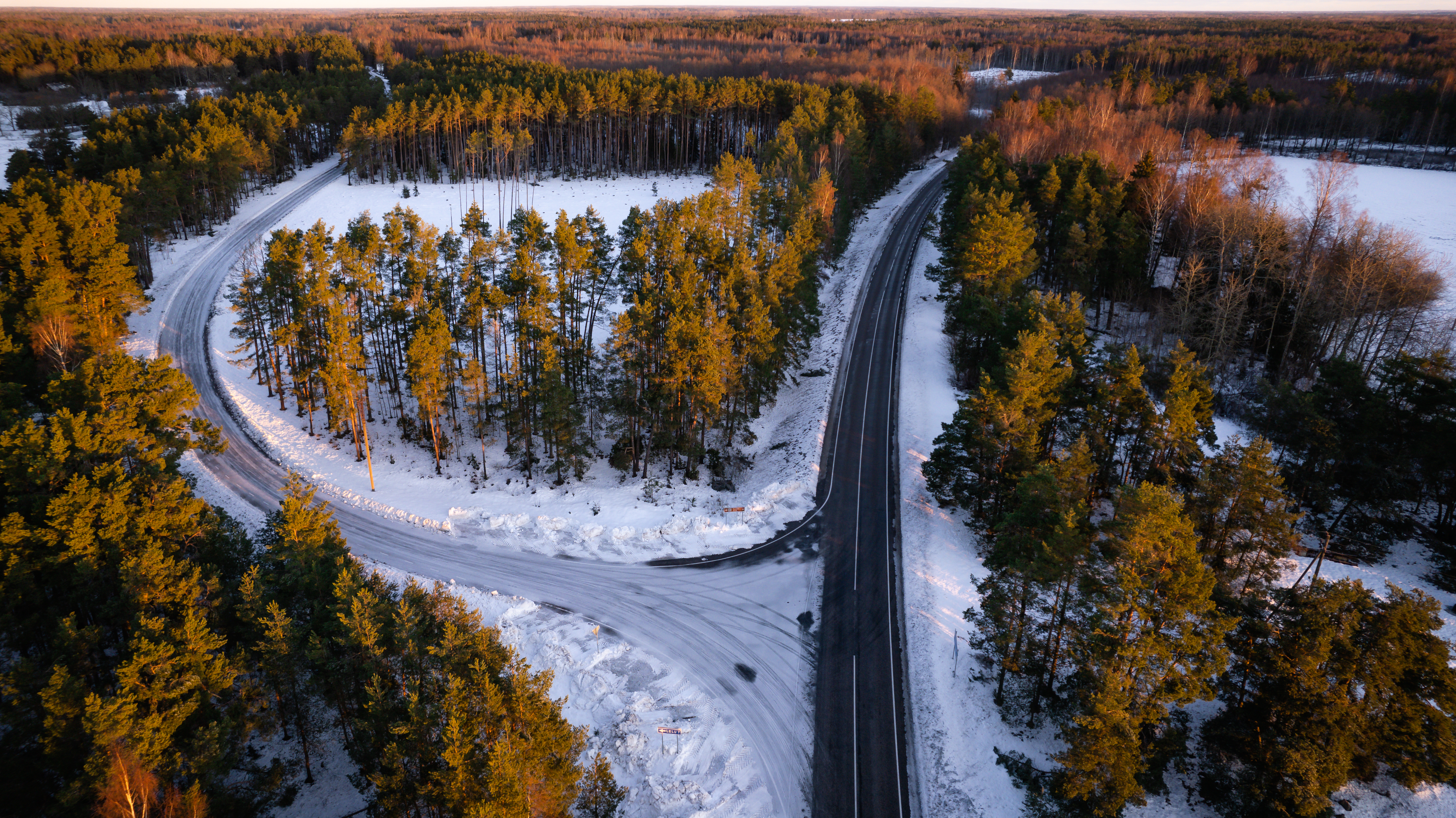
Декабрь на Хийумаа
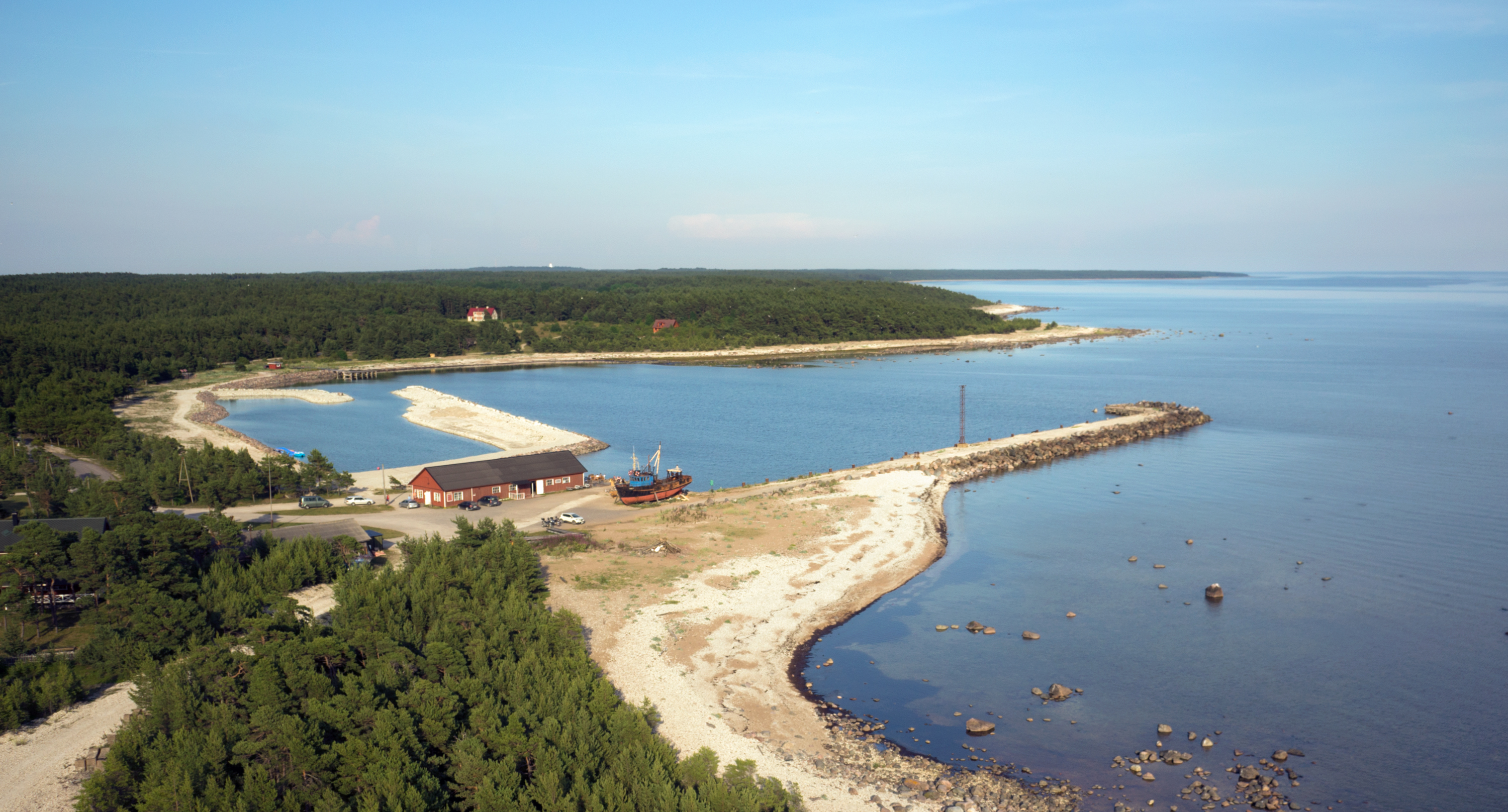
Порт Калана
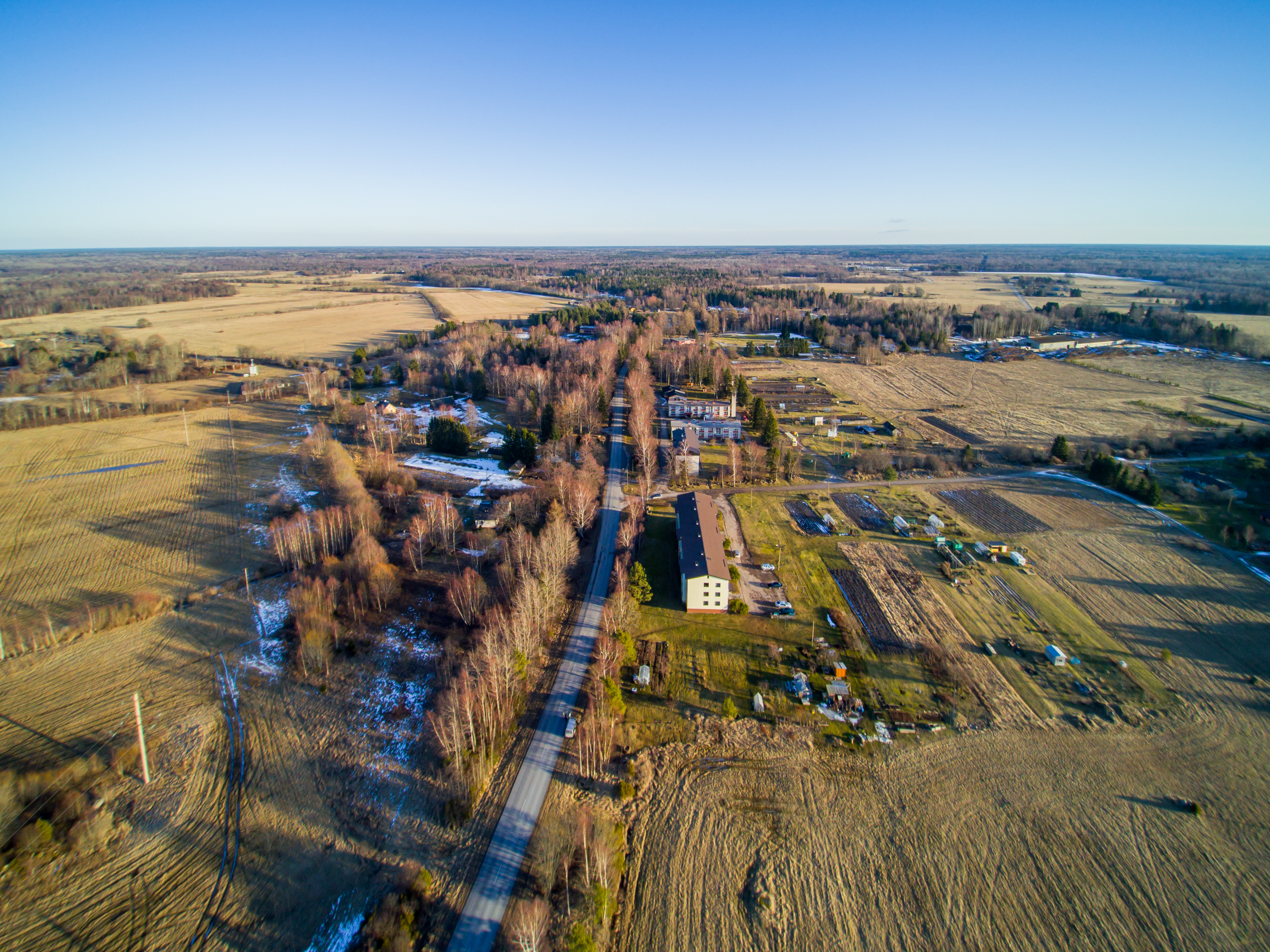
Деревня Лаука
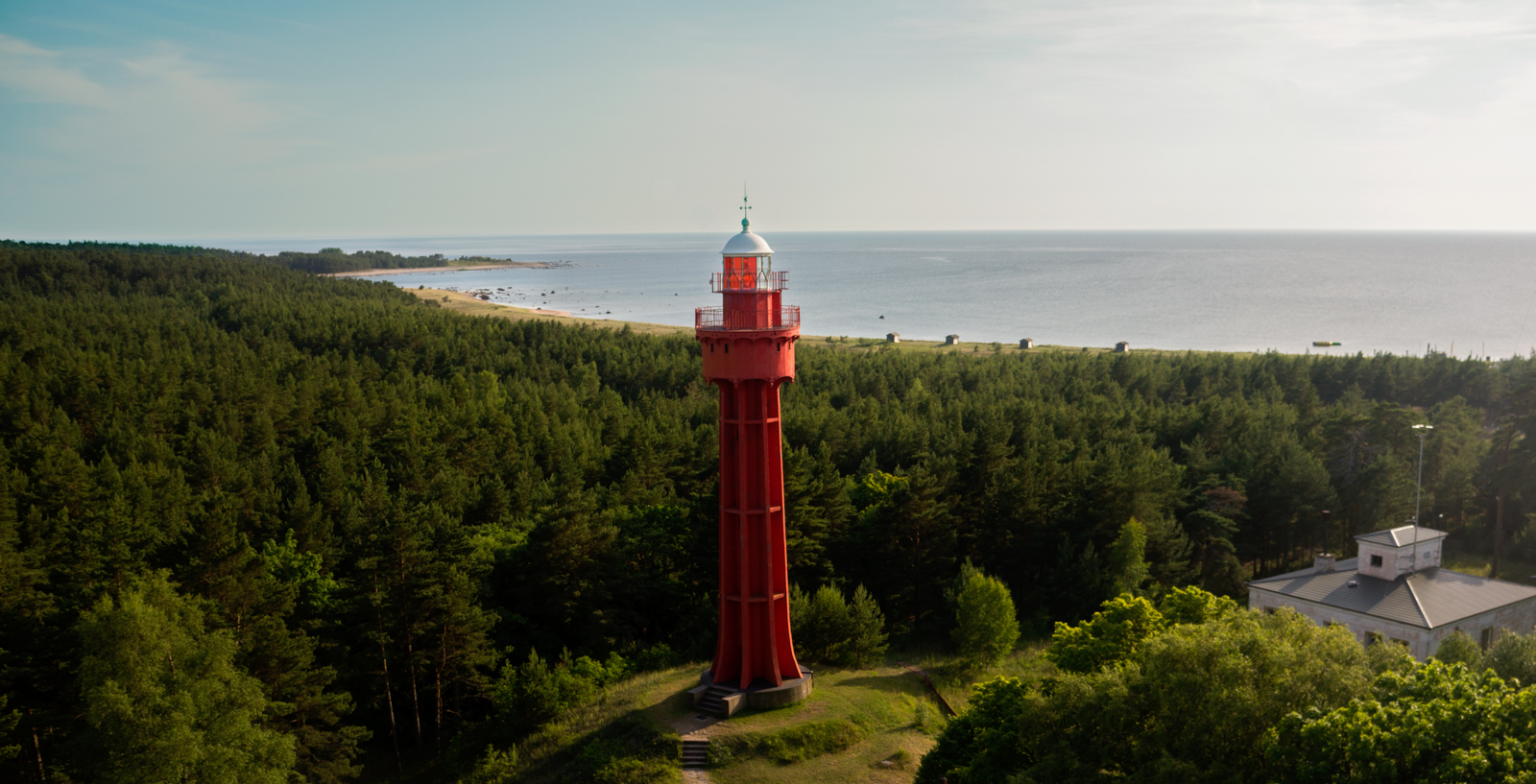
Маяк Ристна
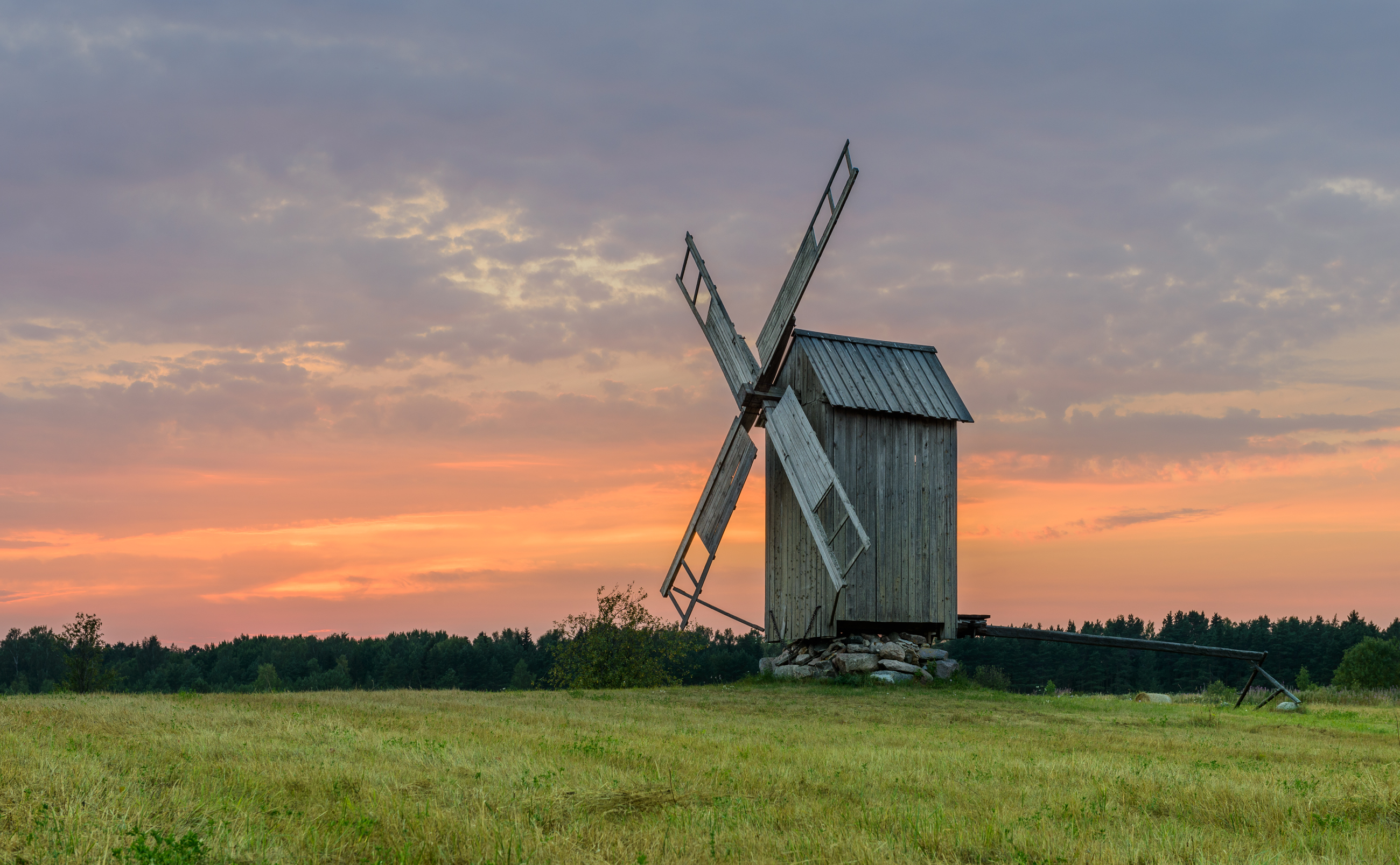
Ветряная мельница Тубала
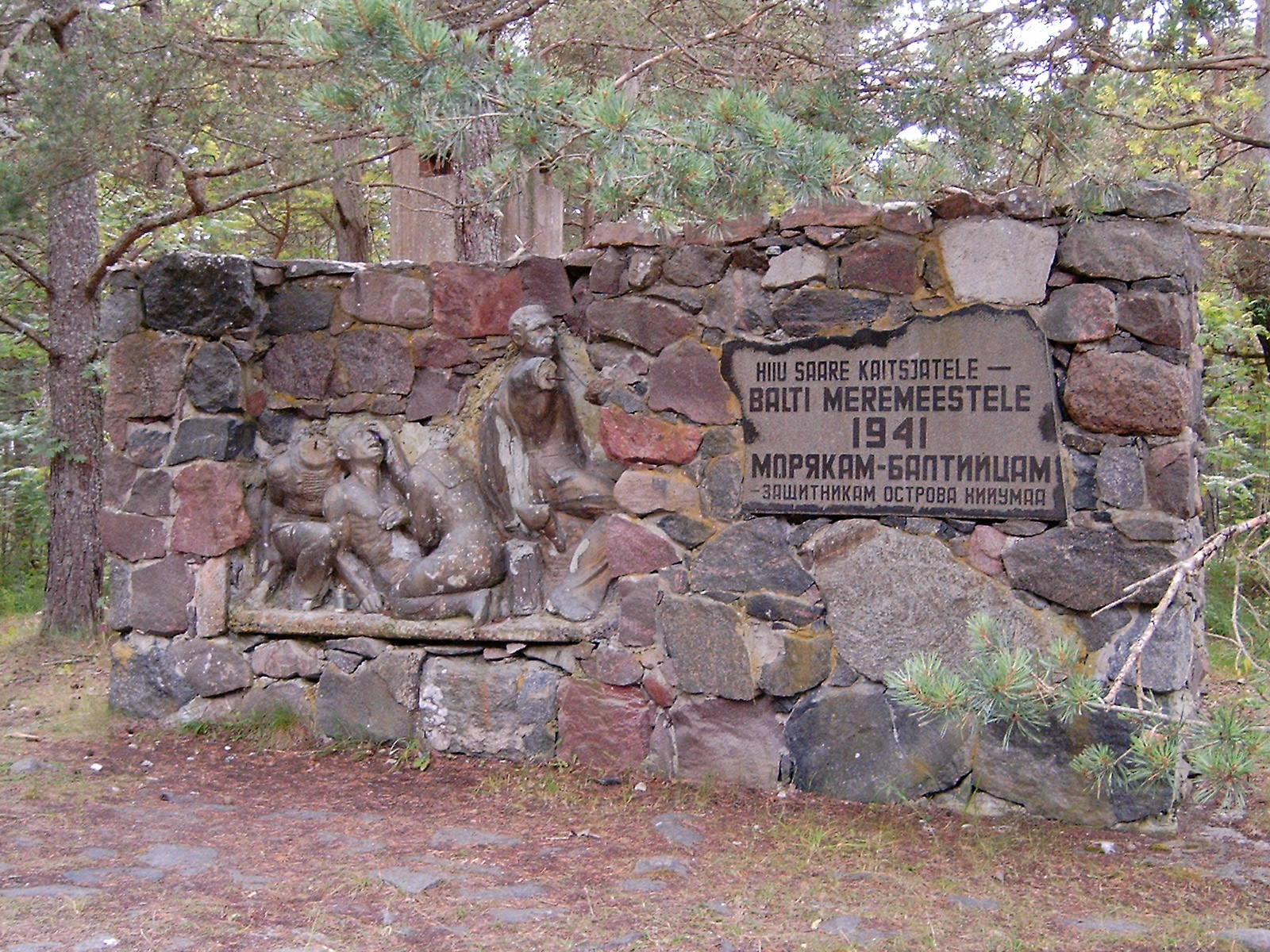
Братская могила советских воинов, павших во II мировой войне, в деревне Тахкуна (памятник снесён 21 октября 2022 года)